# Lucy (Sekwana Nadmorska)
Lucy – miejscowość i gmina we Francji, w regionie Normandia, w departamencie Sekwana Nadmorska.
Według danych na rok 1990 gminę zamieszkiwało 179 osób, a gęstość zaludnienia wynosiła 19 osób/km² (wśród 1421 gmin Górnej Normandii Lucy plasuje się na 722. miejscu pod względem liczby ludności, natomiast pod względem powierzchni na miejscu 381.).